# Un giorno nuovo
Un giorno nuovo è un album live del 2003 di Cristiano De André.

## Il disco
L'album esce a seguito della partecipazione di De Andrè al Festival di Sanremo 2003 col brano omonimo. Oltre alla title track, raccoglie una selezione riarrangiata di brani dai precedenti album.
All'album collabora anche il cantautore Oliviero Malaspina.

## Tracce
1. Un giorno nuovo
2. Nel bene e nel male
3. Notti di genova
4. Lady barcollando
5. Dietro la porta
6. Buona speranza
7. Sei arrivata
8. Sul confine
9. Ciò che ci resta
10. Natale occidentale
11. Invincibili
12. Canzoni con il naso lungo